# Галлиямб
Галлия́мб (лат. galliambus) — античный стихотворный размер. Название происходит от галлов — жрецов культа богини Кибелы. Галлы, предположительно, использовали этот размер в своих экстатических песнях в честь богини.

## Краткая характеристика
Галлиямб — сложный квантитативный размер. Нормативная схема его такова:

{\displaystyle S{\breve {u}}p{\breve {e}}r~{\bar {a}}lt{\breve {a}}~v{\bar {e}}ct{\breve {u}}s~{\bar {A}}tt~{\bar {i}}s||c{\breve {e}}l{\breve {e}}r{\bar {i}}~r{\breve {a}}t{\breve {e}}~m{\breve {a}}r{\breve {i}}{\bar {a}}} (Катулл, 63).
Согласно характеристике М. Л. Гаспарова, «в основе галлиямба лежит хореическая стопа; на русский слух строгий, без распущений галлиямб воспринимается как 8-стопный хорей (с цезурой после 4-й стопы), затянутый на конце лишним слогом».

## Исторический очерк
В античности галлиямб использовался сравнительно редко. Кроме того, «от древнегреческих и латинских галлиямбов, не считая Катулловых, сохранилось только несколько разрозненных строк». Наиболее известным сохранившимся образцом считается небольшая поэма Катулла (63, LXIII) на сюжет об Аттисе, оскопившем себя в припадке экстатического безумия после праздника Кибелы (во Фригии).
Любопытна рецепция галлиямба в русской поэзии, прослеженная в статье М. Л. Гаспарова «Фригийский стих на вологодской почве». Александр Блок в своей статье «Катилина» (1918) указал на «Аттиса» Катулла как на произведение, помогающее восстановить «ритм римской жизни во время революции»: «Вы слышите этот неровный, торопливый шаг обреченного, шаг революционера <Катилины>,
шаг, в котором звучит буря ярости, разрешающаяся в прерывистых музыкальных звуках?»
За 10 лет до Блока к галлиямбу обратился М. А. Волошин в стихотворении о Коктебеле (1907):
Я иду дорогой скорбной в мой безрадостный Коктебель…

По нагорьям терн узорный и кустарники в серебре…

Совершенно неожиданно использование галлиямба в поэме Г. В. Адамовича «Вологодский ангел»:
Ой, весна, ой, люди-братья, в небе серые облака,

Ой, заря над лесом, ветер, — все в темнице Господней мы!

Белый город Вологда наша, на окраине тишина,

Только стройный звон колокольный, да чирикают воробьи